# مالمو اوییشن
مالمو اوییشن (به انگلیسی: Malmö Aviation) یک شرکت هواپیمایی با کد یاتا TF است که در ۱۹۸۱ میلادی تأسیس شده‌است. دفتر مرکزی مالمو اوییشن در مالمو، سوئد واقع شده‌است و به ۱۶ مقصد، پرواز انجام می‌دهد.